# Platylabops haematomerus
Platylabops haematomerus är en stekelart som först beskrevs av Holmgren 1878.  Platylabops haematomerus ingår i släktet Platylabops och familjen brokparasitsteklar. Inga underarter finns listade i Catalogue of Life.